# Хосе Марти
 Тази статия е за кубинския революционер.  За южноамериканския политик вижте Хосе де Сан Мартин.  
Хосе Марти (на испански: José Julián Martí y Pérez) е кубински национален герой, поет, писател, политик, публицист, философ и борец за независимостта на Куба от испанските колонизатори. Известен е и като Апостола (El Apóstol). В литературните кръгове се счита за основоположник на модернизма.
Роден е на 28 януари 1853 година в Хавана в семейство на военнослужещи. Още 15-годишен публикува няколко от своите поеми, а на 16-годишна възраст основава вестника „Свободна родина“ (La patria libre).
По време на революционния метеж в Куба през 1868 година открито симпатизира на въстаниците. През 1871 година е депортиран в Испания. Използва възможността да продължи образованието си и изучава литература, философия и право в Мадридския университет. През 1874 година получава магистърска степен по хуманитарните науки. През следващите години пътува по света и посещава Франция, Мексико, Гватемала и Венецуела. Завръща се в Куба през 1879 г. Започва подготовка за въстание против испанските колонизатори, за което е депортиран отново в Испания.
В периода 1880 – 1895 се намира в САЩ в качеството си на кореспондент на латиноамерикански вестници, пише статии, книги и се занимава с преподавателска дейност, като продължава да подготвя въстанието. През 1895 година се завръща в Куба, за да вземе непосредствено участие в националноосвободителното въстание. Загива в бой с испанските войски при Дос Риос на 19 май 1895 г.
Летището в Хавана носи неговото име. На 30 юни 1951 година тържествено е открит огромен мавзолей на Хосе Марти в гробището Санта Ифигения (гр. Сантяго де Куба), което днес е сред най-посещаваните места в страната. Образът му е напечатан на банкнота за 1 кубинско песо.